# Gonzo (animatiestudio)
Gonzo K.K. (株式会社ゴンゾ, Kabushiki-gaisha Gonzo) is een Japanse animatiestudio die werd opgericht in 2000. Voorganger Gonzo Inc. werd in februari 1992 opgericht door ex-medewerkers van Gainax. De studio werd in 2009 onderdeel van moederbedrijf GDH, dat vanaf dat moment verder ging onder de naam Gonzo. In augustus 2016 verwierf reclamebureau Asatsu-DK (ADK) 84% van de aandelen.

## Producties
Een selectie van enkele producties van het bedrijf.

### Tv-shows
- Brain Powerd (1998)
- Hellsing (2001)
- Full Metal Panic! (2002)
- Burst Angel (2004)
- Witchblade (2006)
- Strike Witches (2008)
- Blade & Soul (2014)
- Hinomaru Sumo (2018)

### OVA
- Blue Submarine No.6 (1998)
- Sentō Yōsei Yukikaze (2002)
- Kaleido Star (2004-2006)
- Dead Girls (2007)

### Overige producties
- Densha Otoko
- G.I. Joe Sigma Six
- Full Metal Panic! The Anime Mission
- Gate Keepers 1985